# اكتشاف النشاط الصوتي
خاصية اكتشاف النشاط الصوتى (بالإنجليزية: Voice activity detection)‏، اختصارًا (VAD)، أو ما يعرف بـ «اكتشاف الحديث» هو تقنية مستخدمة في معالجة الحديث (معالجة الكلام) حيث يتم اكتشاف وجود أو غياب الصوت البشرى. الاستخدام الأساسي لـ (VAD) هو في ترميز الحديث (speech coding) والتعرف على الكلام.
تساعد هذه التقنية على إيقاف بعض العمليات أثناء فترات الصمت في المكالمات الهاتفية عبر تطبيقات «الصوت عبر بروتكول الإنترنت» (الصوت عبر الإنترنت) مما يوفر في عرض النطاق الترددي (bandwidth) للشبكة ويمنع إرسال الحزم (packets) الفارغة.
هناك خوارزميات متعددة تم تطويرها لتوفير مميزات تأخذ في الاعتبار الدقة والحساسية وتأخر البيانات المتغير (latency) ولا يعتمد (VAD) على لغة الحديث بأي شكل من الأشكال.